# Vimeuse
Die Vimeuse ist ein kleiner Fluss in Frankreich im Département Somme in der Region Hauts-de-France. Sie entspringt in der Gemeinde Martainneville, fließt in generell südsüdwestlicher Richtung durch die Landschaft Vimeu und mündet nach einem Lauf von rund 17 Kilometern in Gamaches als linker Nebenfluss in einen Seitenarm der Bresle.

## Orte am Fluss
(Reihenfolge in Fließrichtung)
- Martainneville
- Vismes
- Frettemeule
- Maisnières
- Gamaches

## Hydrographie

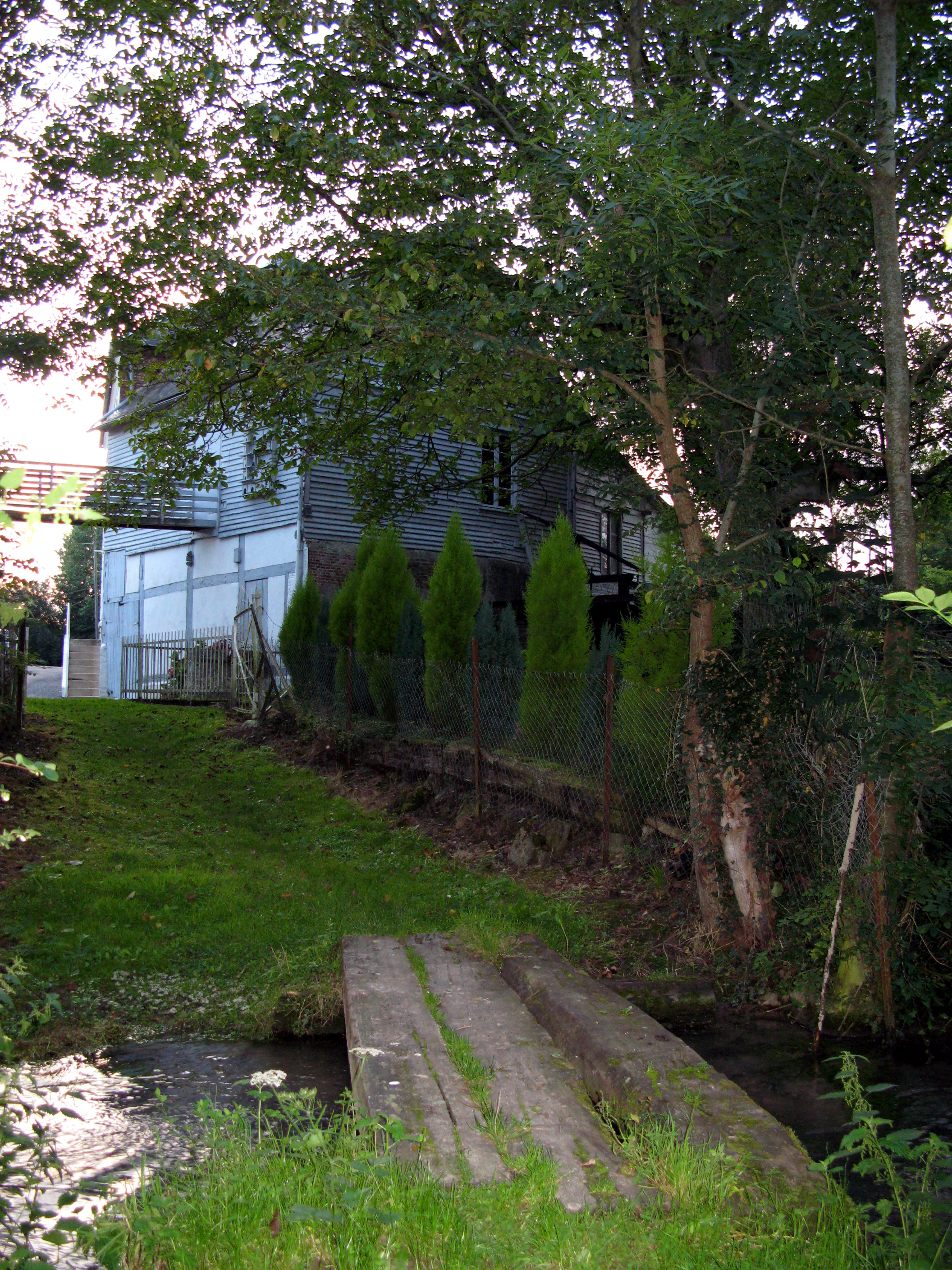
Die Mühle Moulin de Visse in Maisnières

Die Vimeuse hat keine Zuflüsse. Die durchschnittliche Breite beträgt zwei Meter, das mittlere Gefälle 4,4 ‰. Das Gewässer wird von der Agence de l’eau Artois-Picardie betreut.